# Walter Pollard
Pour les articles homonymes, voir Pollard.
Walter Pollard (26 novembre 1906–26 juillet 1945) est un footballeur anglais qui a joué au FC Sochaux et à West Ham United dans les années 1930. 
Pollard débute à seulement 17 ans avec le Burnley FC.
En 1933, rejoint la D1 française 1 et le FC Sochaux. Après seulement une année, il rentre en Angleterre à Fulham FC ne parvenant pas à s'adapter au « tempérament gaulois » et peut-être aussi parce que le nombre maximum de joueurs étrangers par équipe autorisé en D1 pour la saison 1934/35 était réduit à 3. 
Il rejoint ensuite le Southampton FC pour deux saisons, puis Brighton and Hove Albion Football Club où il achèvera sa carrière en trouvant un poste dans l'usine électrique d'Ilford où il s'occupe de l'équipe corpo en tant qu'entraîneur. Il meurt en 1945 d'un infarctus du myocarde.

## Palmarès
- Champion de France 1934-35